# سعيد الأظهري
سعيد الأظهري (بالإنجليزية: Saeed Al-Adhreai)‏ (مواليد 1 مارس 1983) هو رياضي يمني وعداء سباقات المضمار والميدان، يتنافس دوليًا ممثلا لدولته، شارك في سباق 400 متر في أولمبياد صيف 2004 وبطولة العالم لألعاب القوى لعام 2005.
عندما كان يبلغ من العمر 21 عامًا شارك في الألعاب الأولمبية الصيفية لعام 2004 في أثينا باليونان، دخل سباق ألعاب القوى في دورة الألعاب الأولمبية الصيفية 2004 - 400 متر رجال وفي التصفيات ركض في زمن قدره 49.39 ثانية وجاء في المركز الأخير من أصل ثمانية متسابقين، وبالتالي لم يتأهل للجولة القادمة. بعد ما يقرب من اثني عشر شهرًا كان يتنافس في بطولة العالم 2005 في ألعاب القوى مرة أخرى في بطولة العالم لألعاب القوى 2005 - 400 متر رجال، وفي هذه المرة ركض المسافة في 49.74 ثانية وجاء في المركز السابع من أصل ثمانية في منافساته ولم يتأهل للدور التالي.

## روابط خارجية
- سعيد الأظهري على موقع الاتحاد الدولي لألعاب القوى (الإنجليزية)
- سعيد الأظهري على موقع أوليمبيديا (الإنجليزية)